# Mega Man Legends 2
Mega Man Legends 2, conosciuto in Giappone come Rockman Dash 2 - Episode 2: Ōinaru Isan (ロックマンDASH2 エピソード2 大いなる遺産?, Rokkuman Dasshu Tsū - Episōdo Tsū: Ōinaru Isan), è un videogioco sviluppato da Capcom e pubblicato nel 2000 per PlayStation. Seguito di Mega Man Legends, è stato convertito nel 2003 per Microsoft Windows, nel 2005 per PlayStation Portable e distribuito nel 2016 in America Settentrionale tramite PlayStation Network.
Una demo del gioco è inclusa in The Misadventures of Tron Bonne. Nel 2007, in occasione del ventesimo anniversario del lancio di Mega Man, Keiji Inafune ha dichiarato che il suo sogno era quello di realizzare Mega Man Legends 3 prima della sua morte o dell'abbandono di Capcom.

## Trama
È passato un anno dagli eventi di Mega Man Legends e mentre Mega Man Volnutt e Roll oziano annoiati nella Flutter, la loro aeronave, il nonno Barrell visita il magnate Verner Von Bluecher, suo vecchio amico. Verner aveva deciso di invitarlo insieme a dei giornalisti sulla titanica aeronave chiamata Sulphur-Bottom, la quale era stata costruita appositamente per poter atterrare sulla Forbidden Island, un posto da sempre inaccessibile perché avvolto da una tempesta perenne e su cui si dice sia custodito il famoso tesoro Mother Lode. Solo due persone erano riuscite a sopravvivere all'atterraggio in passato, ovvero gli stessi Barrell e Verner 30 anni prima, ma a causa delle ferite ricevute erano rimasti impossibilitati nel procedere con l'esplorazione ed avevano perso i sensi, per poi risvegliarsi in salvo su un'isola vicina. 10 anni prima inoltre, la madre di Roll, figlia di Barrell, aveva provato insieme al marito a ripetere l'impresa del padre, ma entrambi finiscono invece per essere dati per dispersi. Proprio mentre i due vecchi amici stanno discutendo davanti alle telecamere dei pericoli dell'impresa che stanno per compiere, una donna somigliante la figlia di Barrell si fa strada tra i giornalisti, tra i quali ci sono anche Tron Bonne e suo fratello Tiesel sotto copertura.
L'enigmatica donna prima avverte i presenti di lasciar perdere l'impresa perché il Mother Lode non è un tesoro, ma una catastrofe incombente, poi si proietta fuori dalla Sulphur-Bottom, e cavalcando un drago argenteo cerca di danneggiare l'aeronave per costringerla alla ritirata. La Sulphur-Bottom però, un po' perché oramai era entrata in fase di discesa, un po' per la tempesta della Forbidden Island che la trascinava giù e un po' per i danni subiti, finisce per schiantarsi sull'isola. A quella vista Roll e Mega Man si attivano. Roll decide di voler creare una Dropship capace di vincere i venti della Forbidden Island ispirandosi ai progetti lasciati da suo padre, quello che serviva però erano i materiali, oltre a qualche informazione in più su cosa sarebbero dovuti andare incontro. I due allora partono alla volta della nevosa Yosyonke City, il luogo più vicino alla Forbidden Island, sperando di ottenere lì tutto il necessario.
Chiedendo in giro per la cittadina, scoprono che un digger di nome Joseph sta studiando un modo per atterrare sulla Forbidden Island e che ora era disperso nelle miniere. Mega Man e Roll quindi vanno a salvarlo e lo trovano gravemente ferito, ma lui si rifiuta di tornare indietro senza prima prendere il refractor necessario ad alimentare una sua invenzione. Mega Man allora ottiene il refractor e poi tornano tutti insieme al sicuro in città. Joseph, che vive al fianco di una donna con una figlia, è un uomo che anni prima ha perso la memoria, ciò però non ha fermato il suo impulso di voler raggiungere la Forbidden Island, ed era per quello che stava ultimando una Dropship. Roll, riconoscendo delle analogie nell'invenzione con i progetti lasciati dal padre a cui lei si voleva ispirare, prende la palla al balzo e completa il velivolo. Così Mega Man si lancia con la Dropship sulla Forbidden Island e atterra in un paesaggio ghiacciato. Facendosi strada tra la neve e i reaverbots, Mega Man trova delle persone chiuse in capsule che le tengono in stasi.
Una giovane ragazza scura di carnagione, con i capelli di un colore innaturale e chiusa in una capsula di stasi incastonata all'interno di una vecchia Dropship, richiama l'attenzione del ragazzo, ma presto questo viene attaccato da un grosso reaverbot. Distrutto il nemico, la tempesta cessa una volta per tutte e dalle nevi emerge un uomo e un'altra giovane ragazza molto simile a quella vista precedentemente, i quali decidono di rifugiarsi sulla Sulphur-Bottom. Una volta essersi sincerati che tutti stessero bene e dopo che la titanica aeronave viene riparata, Barrell, Verner, Mega Man e Roll fanno il punto della situazione insieme a quest'uomo di nome Geetz, il quale asserisce di essere il guardiano della giovane ragazza che ora riposava sul letto, il cui nome è Sera. Entrambi facevano parte di un popolo vissuto millenni prima chiamato gli Antichi e ora che erano stati risvegliati l'unica cosa che restava da fare sarebbe stata recuperare quattro chiavi che avrebbero permesso l'accesso al luogo in cui era custodito il Mother Lode.
Mega Man allora si mette in cerca di queste quattro chiavi, ma poiché sulla Sulphur-Bottom ad ascoltare c'era anche la famiglia Bonne e i loro soci, più volte si ritroverà il cammino sbarrato, anche da una Tron che non è sicura di come debba comportarsi con lui, visto che si sente strana ogni volta che è in sua presenza. Girando il mondo, Mega Man e Roll visitano anche la rovina in cui 15 anni prima Barrell aveva trovato un neonato in stasi dentro una capsula che poi avrebbe chiamato Mega Man. Dopo aver visitato un'ultima volta Joseph, il quale tace sul fatto di aver capito di essere il padre di Roll, Mega Man infine ritorna con le 4 chiavi sulla Sulphur-Bottom. A quel punto Sera si sveglia e fugge portandosi dietro le quattro chiavi, mentre Geetz le copre le spalle. Mega Man, sostenuto da Tron e Tiesel, affronta Geetz trasformato in un drago dorato e nonostante i fratelli Bonne siano sconfitti, Mega Man riesce a prevalere.
Geetz però prima di morire compie un attacco kamikaze sulla Sulphur-Bottom danneggiandola ampiamente e coinvolgendo Mega Man nell'esplosione. A quel punto Mega Man ha una visione, memorie del suo passato, in cui ricorda di essere stato il migliore amico del Master, un uomo dall'aspetto etereo, ultimo superstite della razza umana. Il Master aveva vissuto per 3000 anni su una stazione lunare chiamata Elysium, protetto da un gruppo di androidi capitanati da due giovani donne chiamate Sera e Yuna. Ma benché ci fosse Mega Man Trigger(il vero nome di Mega Man)a tenergli compagnia, il Master si sentiva solo. Per questo motivo chiese a Mega Man di accompagnarlo sulla terra in mezzo ai Carbon, anche se quello significava l'interruzione della sua longevità innaturale e quindi l'andare incontro a morte certa. Mega Man lo accontentò e prima che potesse morire il Master chiese al ragazzo di cancellare il Master System su Elysium, un sistema atto a conservare il DNA di tutti gli umani che avevano vissuto sulla stazione lunare in modo che un giorno sarebbero stati clonati per ripopolare la terra e rimpiazzare i Carbon. Mega Man partì per la missione ma ad ostacolarlo trovò i gruppi di Sera e Yuna.
Durante lo scontro Yuna iniziò a comprendere i motivi di Mega Man e decise di farsi da parte, Sera invece combatté con tutta se stessa riuscendo ad eguagliare Mega Man fino a che lo scontro non terminò alla pari. Mentre erano stremati, Yuna intervenne sigillando entrambi. A Mega Man però applicò un "reset delle impostazioni" per farlo guarire dalle ferite devastanti e questo lo portò nuovamente allo stato di neonato, facendogli inoltre perdere la memoria. Tutto ciò che rimaneva del ricordi del Master e di Mega Man sarebbe stato custodito dalla scimmietta Data, inseparabile amica di Mega Man. Mega Man così si risveglia davanti alla donna somigliante la madre di Roll, la quale gli dice che il suo nome è Yuna e che aveva preso temporaneamente in prestito il corpo della donna mentre stava cercando di curarla quando l'aveva trovata morente sulla Forbidden Island anni prima. Infine lo informa del fatto che Sera era andata su Elysium per usare le quattro chiavi che lei in passato aveva nascosto e attivare il Master System, portando inevitabilmente i Carbon all'estinzione.
Mega Man quindi decide di imbarcarsi per questa nuova missione e grazie all'aiuto di Gatz, guardiano di Yuna che si fonde con un modulo spaziale, parte alla volta di Elysium. Arrivato sulla stazione lunare Mega Man si fa strada passando da un luogo altamente tecnologico ad uno completamente surreale, quasi paradisiaco. Una volta aver raggiunto il quadro comandi per fermare il Master System, Sera si palesa davanti Mega Man e gli spiega che lei avrebbe potuto azionare il programma quando voleva, ma che aveva scelto di aspettare perché intendeva prima confrontarsi con Mega Man, sperando di poter trovare il motivo del suo conflitto interiore. I due si scontrano e quando Mega Man riesce ad indebolire Sera abbastanza, Gatz interviene influenzando il suo sistema per cercare di fermarla una volta per tutte.
L'androide però riesce a resistere e si trasforma in una nuova forma, distruggendo Gatz nel processo. Mega Man quindi la combatte ancora e nonostante le difficoltà riesce a sconfiggerla definitivamente. A quel punto, mentre Sera si sta spegnendo, Yuna appare portando con sé il suo corpo originale, quello che Mega Man aveva visto in stasi sulla Forbidden Island. Yuna dice alla "sorella" che ora che il Master System era stato spento, l'Elder System che il Master aveva disattivato anni prima si era riattivato, ed essendoci bisogno di lei per poterlo fermare, lei le stava offrendo il suo corpo. Sera, avendo capito il significato dietro le scelte del Master e di Mega Man, accetta di migrare nel nuovo corpo e una volta averlo fatto informa che c'è bisogno di tornare su Terra  affinché possa fare il suo dovere.
Essendo Gatz stato distrutto, il modulo era rimasto senza alimentazione e non potevano più tornare indietro. Mega Man però rassicura i due androidi dicendo che Roll sicuramente avrebbe trovato presto un modo per raggiungerli e salvarli. Dopo i titoli di coda un razzo prende a solcare il cielo ma poi esplode a mezz'aria, mentre sulla terra Roll e Tron si scervellano su dei progetti per cercare di costruire un razzo adatto a sostenere il viaggio spaziale.
Tuttavia essendo Mega Man Legends 3 stato cancellato, il cliffhanger è tuttora rimasto irrisolto.

## Modalità di gioco
Mega Man Legends 2 è un videogioco in 3D avente lo stesso gameplay del predecessore. Alcune migliorie apportate sono:
- È stato rimosso il Life Shield.
- Il sistema di Lock-on è stato migliorato aggiungendogli un mirino che indica quale nemico stai mirando e se i colpi che stai sparando con la Buster Gun possono raggiungere il bersaglio: frecce verdi per colpo sicuro, frecce gialle se il bersaglio è quasi fuori portata, frecce rosse se il bersaglio è fuori portata.
- Mega Man ora è in grado di muoversi mentre mira i nemici.
- L'attacco con il calcio utilizzabile nei dungeons è stato rimpiazzato dal Lifter, un'abilità che ti permette di sollevare certi oggetti o nemici e di poterli lanciare. Il calcio è utilizzabile solo quando ti trovi nelle città.
- Per aprire il menu si deve premere il tasto Select. Il tasto Start qui mette in pausa il videogioco.
- Introduzione dello Special Damage, che consiste in status alterati come paralisi, perdita di energia secondaria, ecc..
- Si può effettuare il Digger's Tests, che se superato permette a Mega Man di ottenere più cristalli dai nemici al costo dell'incremento della loro potenza.